# Steppenwolf (cómic)
Steppenwolf (Español: El Lobo Estepario) es un supervillano ficticio que aparece en los cómics estadounidenses publicados por DC Comics. El personaje fue creado por Jack Kirby e hizo su primera aparición en New Gods # 7 (febrero de 1972). Steppenwolf (que en alemán significa «lobo de la estepa» o «coyote») es uno de los Nuevos Dioses, el tío y miembro de la Élite de Darkseid.
Aparece como villano en la película Liga de la Justicia (2017) así como en la versión de Zack Snyder de esta cinta (2021) con la voz y captura de movimiento de Ciarán Hinds.

## Historial de publicaciones
Creado por Jack Kirby, el personaje hizo su primera aparición en New Gods # 7 (febrero de 1972).

## Biografía del personaje ficticio
Como uno de los Nuevos Dioses, Steppenwolf (que en alemán significa «lobo de la estepa», o «coyote») es el hermano menor de Heggra, y el tío de Uxas (Darkseid). Él es también miembro de Élite de Darkseid. Él dirige el ejército de Apokolips y también monta un vehículo volador que puede estar en el mismo nivel de tecnología que el de Orión.
Steppenwolf es uno de los primeros supervivientes de Doomsday, el monstruo que una vez mató a Superman. Hace 245 mil años, Steppenwolf toma un transporte de Apokolips con Darkseid, Maestro del Caos y una pequeña tripulación al planeta de Bylan 5. El planeta posee materiales naturales delicados que Apokolips necesita para fabricar armas, material que sería destruido en el caso de una invasión. El matrimonio forzoso de Darkseid con la princesa del planeta llega a su fin cuando Doomsday ataca. Maestro del Caos es descuartizado rápidamente. Darkseid ignora las órdenes de Steppenwolf de utilizar Rayos Omega y se enfrenta a la criatura en combate cuerpo a cuerpo. Steppenwolf ve que la destrucción ha condenado el planeta y todos los que viven en él. Darkseid se teletransporta fuera del peligro, acordando con Darkseid que no hablarían de esto con nadie. Doomsday se escapa como polizón en el transbordador de Apokolips.
La mayoría de las apariciones de Steppenwolf bajo la pluma de Jack Kirby en flashbacks son: su debut, en New Gods #7, era una historia de flashback donde se introduce y ayudó a Darkseid a matar a la esposa del odiado rival de Darkseid, el Alto Padre. El Alto Padre más tarde busca y mata a Steppenwolf en venganza como el asesinato vuelve a encender la guerra entre los dos lados. Después de aparecer vivo y bien en la miniserie de Super Powers de 1985 aparentemente no canónica, a pesar de la participación de Jack Kirby, la entrada de Steppenwolf en Who's Who in the DC Universe aclaró que había sido resucitado por la tecnología apokoliptiana.
Steppenwolf aparece después, cuando Sr. Milagro gana poderes divinos sobre la vida y la muerte. Él atormenta a Scott Free por su papel en el asesinato de su madre o supuesta figura materna como se pretende y en cambio es torturado físicamente. Scott termina sanándolo, en lugar de matarlo como desea. Es enviado con las legiones de Darkseid.
Se le ve en New Gods V2 # 6, con un nuevo traje, un rediseño de Kirby de la figura de acción de Super Powers. Aunque considerado una «burla», Steppenwolf recibe el trabajo de dirigir las fuerzas militares de Darkseid. Más tarde es visto luchando contra Flash y la Liga de la Justicia de América.
En las páginas de Terror Titans #2, Steppenwolf aparece como miembro de la junta del Club Lado Oscuro. Él es asesinado por Rey Reloj, que utilizaba el club para luchas de gladiadores y diversiones crueles simples.

### The New 52
Con el reinicio de The New 52, que tiene lugar después de la serie limitada de 2011 Flashpoint, una nueva versión de la Tierra-2, sede de la Sociedad de la Justicia de América, es introducida. En la continuidad de ese mundo paralelo, Steppenwolf dirige a una invasión masiva del planeta por los parademonios de Darkseid. Al final, los héroes de la Tierra logran repeler a los invasores, pero Superman, Batman y Wonder Woman mueren en la batalla. Cinco años más tarde Steppenwolf al parecer se esconde en la Tierra-2, y hay una recompensa de 300 millones de dólares por él. Él es finalmente asesinado por la versión de ese mundo de Bizarro, a quien Steppenwolf había empleado como soldado y adoctrinado en la lucha por Apokolips.
Steppenwolf también aparece brevemente en un volumen de la Liga de la Justicia en The New 52 tomando parte en la tortura de Superman. Es visto como el apoyo de Darkseid cuando se mueve a atacar el Anti-Monitor.

## Poderes y habilidades
Steppenwolf es un inmortal con una inmensa fuerza, resistencia y velocidad sobrehumana, capaz de levantar alrededor de 100 toneladas y dar saltos enormes. Asimismo posee reflejos sobrehumanos y un alto grado de invulnerabilidad, lo cual le permite resistir la mayoría de los ataques físicos y de energía. Steppenwolf un líder militar de gran talento. Se ha desempeñado como jefe de las fuerzas armadas de Apokolips, y cuando va al campo de batalla a menudo comanda unidades de la caballería de perros, guerreros montados sobre enormes perros, para la carnicería y la muerte masiva que causa cuando lidera las fuerzas en la batalla. Steppenwolf maneja varias armas, incluyendo un lazo-trampa en el que puede atrapar a un oponente, y del que puede disparar rayos de radiones letales. Su principal arma es su electro-hacha. Es un maestro de la espada y un formidable combatiente cuerpo a cuerpo forjado en cientos de batallas.

## En otros medios

### Televisión
- Steppenwolf se presenta en los programas de televisión establecidos en el Universo animado de DC Comics:
  - Steppenwolf fue visto en Superman: la serie animada, en el episodio «Apokolips Now», con la voz de Sherman Howard. Encabezó una horda de parademonios contra la ciudad de Metrópolis en su búsqueda de Superman. Las aeronaves de Steppenwolf fueron derribadas por Dan Turpin (pilotando un helicóptero del Ejército) y cayó en el océano.
  - Steppenwolf apareció brevemente en la serie animada de la Liga de la Justicia, en el episodio «Twilight», con la voz de Corey Burton. Retirándose de una invasión abortada de Nueva Génesis, la nave de Steppenwolf fue dañada y teletransportada, a través de un boom tube, hacia la fortaleza de Darkseid. El noble pero despiadado Orión presuntamente mata a Steppenwolf.
- Steppenwolf aparece en Batman: The Brave and the Bold, en el episodio «Duel of the Double Crossers», con la voz de Kevin Michael Richardson. Aparece como el campeón de la arena de Mongul contra el que Batman y algunos otros gladiadores alienígenas terminan luchando.
- Steppenwolf aparece en el episodio «Under a Red Sun» de Justice League Action, con la voz de Peter Jessop con un diseño similar a Superman: la serie animada. En un complot para convertirse en una leyenda en Apokolips, Steppenwolf se transporta a sí mismo y a Superman a un planeta donde el sol es rojo, neutralizando así los poderes de Superman.
- Steppenwolf aparece en el episodio de Harley Quinn "La primera persona en regresar de una conferencia de negocios sin clamidia", con la voz de Keith Ferguson. Esta versión es un hombre de negocios intergaláctico abiertamente gay cuyo diseño es una combinación de sus diseños de cómics originales y modernos y el de su encarnación de la Liga de la Justicia de Zack Snyder.[10]

### Cine

#### Animación
- Una versión alternativa del universo de Steppenwolf hace un cameo no hablado en Liga de la Justicia: Dioses y monstruos.

#### Universo Extendido de DC
- Steppenwolf aparece en una escena eliminada titulada «Comunión» de la película de 2016 Batman v Superman: Dawn of Justice, Lex Luthor aparece comunicándose con un holograma mientras está en la nave kryptoniana.
- Steppenwolf apareció en la película de 2017 Liga de la Justicia como el villano principal. Fue interpretado por el actor Ciarán Hinds.[11][12][13] Al igual que en los cómics, el personaje es representado como un comandante militar alienígena del planeta Apokolips que lidera un ejército de parademonios.
- Steppenwolf aparece en Liga de la Justicia de Zack Snyder (2021) con su diseño original.[14]

### Videojuegos
- Steppenwolf aparece como un personaje jugable en Lego DC Super-Villains, con la voz de Peter Jessop.